# 水野薫子
水野 薫子（みずの かおるこ) は、日本のジュエリーデザイナー。「日本を代表するジュエリーデザイナーの1人」とされ、ミラノと東京に製作・発表の拠点を置いている。ローマ字表記は「Kaoluco Mizuno」、代表を務める株式会社ヴィアカオルコのロゴの表記は「ＫΛＯＬＶＣＯ」としている。アテナ宝石デザイン研究所代表。日本ジュエリーデザイナー協会会員。

## 経歴
東京で生まれた。中学校と高校では課外活動として美術部に所属していた。当時パウル・クレーやカンディンスキーの絵やギリシア神話を好んだ。中学生のときキュビスムの代表的画家であるジョルジュ・ブラック作の「エウロペ」と名付けられた宝飾品を見て興味を持った。その後学習院大学英米文学部に進学し、シェイクスピアを専攻したが、一方で大学2年生の時に彫金を習い始め、当時一般的ではないと思われたジュエリーデザイナーではなく彫金家をめざした。しかし両親などに反対されて、大学卒業後銀行に就職した。銀行では本社の国際部勤務になったが、入社直後に事務系の仕事が苦手なことに気づき、職業選択を誤ったことを後悔した。
就職後も趣味として続けていた彫金教室で生徒全員が宝飾デザインのコンテストに応募することになり、初めて描いた宝飾のデザイン画2枚が入賞し、そのデザイン画によって自ら制作した作品が佳作に選ばれた。これを機に銀行を退職し、1970年代後半にデザイン学校に入学し、デザインの勉強に専念した。1982年に第1回現代宝飾デザイン展でイヤリング部門の金賞を受賞した。このころ新進のジュエリーデザイナーとして注目されるようになっていた。
1988年に著名なジュエリーデザイナーであるミザーニのミラノにある店で個展を開催し、現地の新聞やテレビニュースで取り上げられた。1990年にミラノにオフィスを設立した。ミラノと東京に製作・発表の拠点を置き、ミラノでも個展を開催している。
2005年9月にイタリアのボマルツォにあるオルシーニ宮殿で個展を開催した。この個展はヴィテルボ県とボマルツォが後援し、個展初日の式典には県知事とボマルツォの首長が参加した。
2005年10月にテレビ東京系列で放送されたドキュメンタリー番組『ソロモン流』で活動が紹介された。2006年にテレビ朝日系『木曜ドラマ』で放送された連続テレビドラマ『けものみち』で主人公であるジュエリーデザイナー役を演じた米倉涼子がつけたネックレスをデザインした。このネックレスには73カラットの天然サファイアと30カラットのダイヤモンドが使用された。2008年にテレビ東京系列で放送されたバラエティ番組『世界を変える100人の日本人』で特集された。2009年に学研から刊行されたエッセイスト菅原亜樹子の著書『だから、一流。』で北島康介や五嶋みどりなど20人の著名人の一人として取り上げられ、水野薫子の銀行員だったころから刊行当時までのエピソードが掲載された。このころ「日本を代表するジュエリーデザイナーの1人」とされるようになっていた。
2010年にジュエリーデザイン学校｢アテナ宝石デザイン研究所」の2代目代表に就任した。
ダイヤモンドデザインコンテストで1位になった他、インターナショナルパールデザインコンテストで金賞を受賞し、毎日新聞現代宝飾展で金賞を受賞している。

## 略年譜
- 1980年[要出典] - フォルムスクール（現アテナ宝石デザイン研究所）を卒業[5]。
- 1985年 - オフィス･ヴィアカオルコを設立[3]。
- 1988年 - ミラノにあるミザーニの店で個展を開催[2][16][17]。
- 1993年 - ミラノ Galleria Nimiusで個展を開催[24]。
- 2005年 - イタリアヴィテルボ県とボマルツォ自治体の後援でオルシーニ宮殿（イタリア語版）で個展を開催[18][25]。
- 2010年 - ジュエリーデザイン学校「アテナ宝石デザイン研究所」の2代目代表に就任[6]。
- 2018年 - 公益社団法人日本ジュエリーデザイナー協会主催日本ジュエリー展にて審査員を務める[26]。

## 受賞歴
- 1978年 - 真珠振興会主催インターナショナルパールデザインコンテストデザイン部門金賞及び佳作[27]
- 1979年 - デビアス主催　ダイヤモンドデザインコンテスト金賞及び佳作[28]
- 1979年 - プラチナギルド主催プラチナデザインコンテスト、プラチナギルド賞及び佳作[29]
- 1982年 - 第一回現代宝飾展金賞[30]

## メディア出演
- 「ソロモン流」（テレビ東京）[19][7]
- 「メイキングけものみち」（テレビ朝日）※ドラマ『けものみち』のメイキング番組（ジュエリー提供[31]・指導者として登場）[6]
- 「名作の誕生」（TBS）[6]
- 「世界を変える100人の日本人」（テレビ東京）[22]

## 所蔵
2005年に個展を開催したオルシーニ宮殿にブローチが所蔵されている。ブローチはこの個展開催の際に制作・寄贈したもので、「レジェンダ」と名付け、オルシーニ宮殿がある自治体の所蔵品となっている。往時のオルシーニ宮殿を模して彫刻したカメオを中央に配し、上部に鳳凰、下部には地元の特産品であるヘーゼルナッツをあしらったデザインで、「東西の平和と繁栄を願って制作」したという。オルシーニ宮殿があるヴィテルボ県で4月に開かれる聖アンセルモ祭のパレードで披露されている。